# Jonas Sandquist (läkare)
Jonas Fredrik Gustaf Adolf Sandquist, född 17 januari 1858 i Linköping, död 10 augusti 1916,
var en svensk läkare.
Sandquist blev student vid Uppsala universitet 1877, medicine kandidat vid Karolinska institutet i Stockholm 1886 och medicine licentiat där 1894. Han var tillförordnad stadsläkare i Skänninge 1896–1897, praktiserande läkare i Söderhamn från 1898, innehade årliga kortare stadsläkarförordnanden där från 1899 och blev andre stadsläkare där 1911. Han var järnvägsläkare vid bandelen Kilafors–Stugsund från 1911 (enligt annan källa 1904). Han avled på Sollefteå lasarett, efter att hastigt ha insjuknat, då han var stadd på en rekreationsresa.